# Кукуш Олександр Георгійович
Кукуш Олександр Георгійович (23 травня 1957, Київ)  — український математик, доктор фізико-математичних наук, професор кафедри математичного аналізу механіко-математичного факультету Київського університету імені Тараса Шевченка. Область математичних досліджень — математична статистика, прикладна статистика, фінансова математика.
У 1979 році закінчив механіко-математичний факультет Київського національного університету, потім аспірантуру кафедри математичного аналізу Київського університету.  У 1982 захистив кандидатську дисертацію «Слабка збіжність мір і збіжність моментів у нескінченновимірних просторах», у 1995 – докторську дисертацію «Асимптотичні властивості оцінок нескінченновимірних параметрів випадкових процесів». Від 1979 працює в Київському університеті. Читає нормативні курси з теорії міри та інтеграла,  з функціонального аналізу та інтегральних рівнянь, а також нормативний курс "Statistics and Econometrics I". Розробив і читає спеціальні курси «Гауссові міри в гільбертовому просторі», «Сплайни в статистиці», «Теорія оптимальних стратегій в Європейських опціонах», «Моделі регресії з похибками у змінних». 
Заступник головного редактора журналу "Theory of Probability and Mathematical Statistics", член редколегії журналу "Modern Stochastics: Theory and Applications". Рецензує та реферує статті для міжнародних журналів, зокрема: «Mathematical Reviews» та «Zentralblatt für Mathematik». 
Вибраний член Міжнародного статистичного інституту (із 2004 року), член Американського математичного товариства, член Київського математичного товариства. 
Сфера наукових зацікавлень: асимптотична статистика випадкових процесів, фінансова й актуарна математика, прикладна статистика, біостатистика, математична освіта. 
За підтримки міжнародної європейської програми TEMPUS-TACIS «Статистичні аспекти економіки» проводив спільні дослідження з фінансової математики разом із шведський математиком Сільвестровим Дмитром Сергійовичем. 
Згідно з європейським проектом INTAS працював над дослідженням асимптотичної статистики. Бере участь у науково-дослідних проектах Національного авіаційного університету з питань організації диспетчерської авіаційної служби (2001—2013 та з 2017), а також в Інституті радіаційної медицини НАМН України з питань оцінювання радіаційних ризиків (із 2006 року). 
Автор понад 200 публікацій, зокрема в журналах: «Journal of Multivariate Analysis», «International Journal of Biostatistics», «Journal of Statistical Planning and Inference», «Numerische Mathematik», «Computational Statistics and Data Analysis», «Computers and Mathematics Applications», «Metrika», «Теория вероятностей и ее применения», «Inference for Stochastic Processes», «Insurance: Mathematics and Economics». 
(Спів)автор книг:
- Никулин А.В., Кукуш А.Г., Татаренко Ю.С. Геометрия на плоскости (планиметрия). – Минск: Альфа, 1996.
- Никулин А.В., Кукуш А.Г., Татаренко Ю.С. Планиметрия. Геометрия на плоскости. — Висагинас: Альфа, 1998. — 592 с. — (Библиотека школьника). ISBN 9986-582-54-7.
- Нікулін О.В. Геометрія: Поглиблений курс 7-9 клас / О.В. Нікулін, О.Г. Кукуш.– К.: Перун, 1998.– 349 с. ISBN 966-569-085-X
- Монотонные последовательности и функции, -К.: Вища Школа, 1989.
- Theory of Stochastic Processes with Applications to Financial Mathematics and Risk Theory: Problem Books in Mathematics. Authors: Gusak, D., Kukush, A., Kulik, A., Mishura, Y., Pilipenko, A. – Springer, NY, 2009.
- Undergraduate Mathematics Competitions (1995-2016): Taras Shevchenko National University of Kyiv. Authors: Brayman V., Kukush, A. – Springer, NY, 2017.
- Radiation Risk Estimation: Based on Measurement Error Models. Authors: Masiuk, S., Kukush, A., Shklyar, S., Chepurny, M., Likhtarov, I. – de Gruyter, Berlin/Boston, 2017.
- Gaussian Measures in Hilbert Space: Construction and Properties. Author: Kukush, A. – ISTE and Wiley, London/Hoboken, 2019.

Нагороди, відзнаки: 
- Премія імені Тараса Шевченка Київського університету (2006)
- звання «Відмінник народної освіти України» (2008)
- пам’ятна медаль імені М. М. Боголюбова «За високий рівень наукових результатів в галузі математичної науки» (2009).
- нагрудний знак «За наукові та освітні досягнення» від МОН України (2018).

Деякі основні публікації:
- S.Shklyar, A.Kukush, I.Markovsky, and S.Van Huffel, About the conic section fitting problem. Journal of Multivariate Analysis. Published online 31.01.2006.
- A.Kukush, I.Markovsky, and S.Van Huffel, Consistency of the structured total least squares estimator in a multivariate errors-in-variables model.  Journal of Statistical Planning and Inference, 2005, 133, N2, 315-358.
- A.Kukush, Yu.Chernikov, and D.Pfeifer, Maximum likelihood estimators in a statistical model of natural catastrophe claims with trend. Extremes, 2004, 7, N4, 309-337.
- A.Kukush, I.Markovsky, and S.Van Huffel, Consistent fundamental matrix estimator in a quadratic measurement error model arising in motion analysis, Computational Statistics and Data Analysis, 2002, 41, N1, 3-18.
- I.Fazekas and A.Kukush, Infill asymptotics inside increasing domain for the least squares estimator in linear models. Statistical Inference for Stochastic Processes, 2000, 3, N3, 199-223.